# بيل وايت (مصارع رياضي)
بيل وايت (بالإنجليزية: Bill White)‏ هو مصارع محترف أمريكي، ولد في 27 فبراير 1945 في فيلادلفيا في الولايات المتحدة.

## روابط خارجية
- بيل وايت على موقع CageMatch worker (الإنجليزية)
- بيل وايت على موقع عالم المصارعة على الإنترنت (الإنجليزية)
- بيل وايت على موقع عالم المصارعة على الإنترنت (الإنجليزية)